# 張正和
張正和（1516年—？），字以禮，號巽峰，江西南昌府南昌縣人，民籍，明朝政治人物。

## 生平
江西鄉試第十五名舉人。嘉靖二十六年（1547年）中式丁未科會試第六十四名，登第二甲第六名進士。禮部觀政，授刑部主事，歷升员外郎、郎中，出官浙江衢州府知府，三十四年任寧波府知府。升湖广按察司副使，采集大木，四十年九月事竣，赴部改选，官至四川右參政。

## 家族
曾祖張玉輝；祖父張大行，壽官；父張芳銘，母盧氏。重庆下。弟张正谟，贡士；张正思；张正谊。子守质、守贤、守慎。